# Terrore bianco (Taiwan)

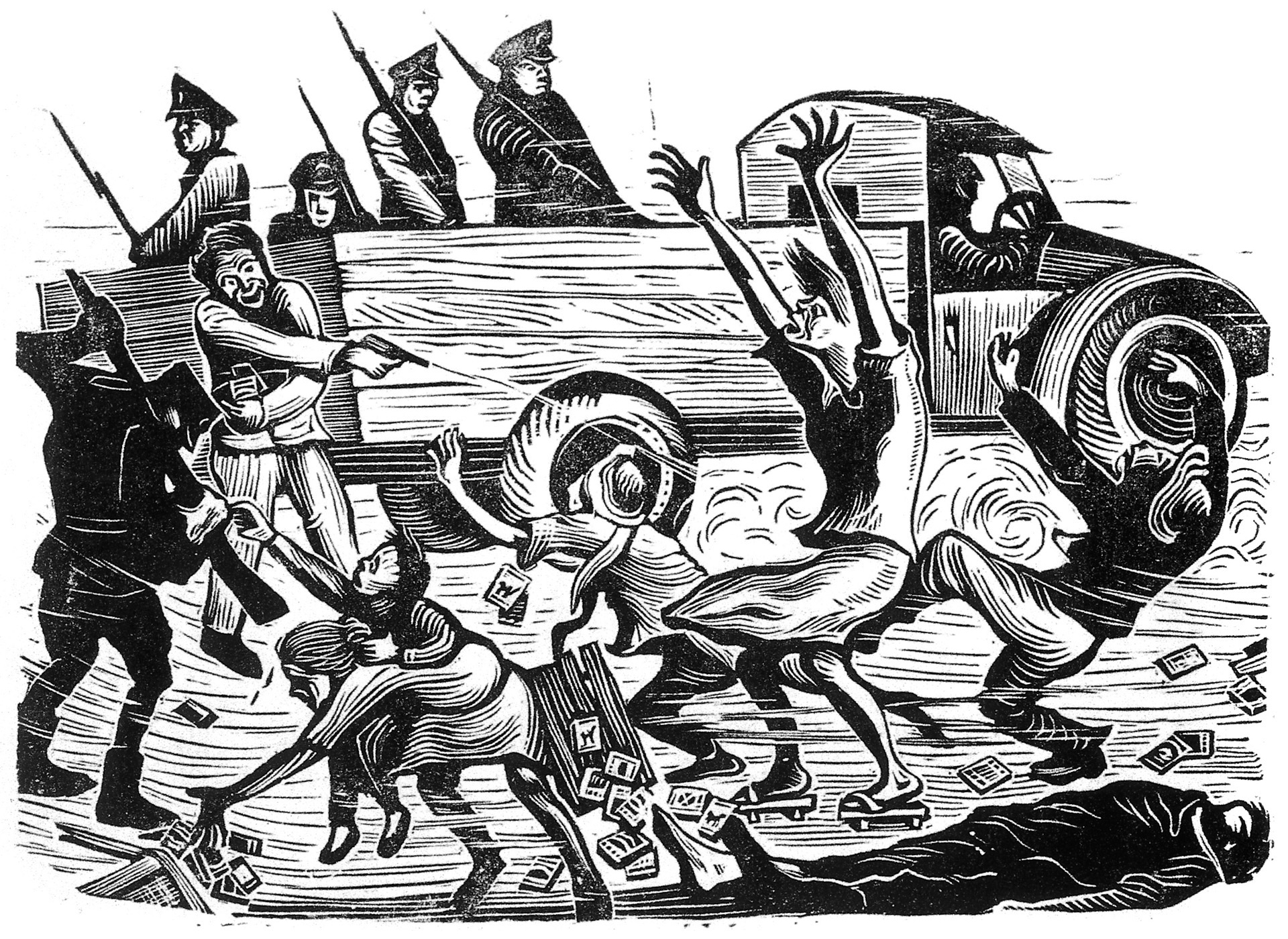
The Horrifying Inspection dell'incisore taiwanese Li Jun. Descrive l'ambiente ostile a Taiwan subito dopo l'incidente del 28 febbraio, che ha segnato l'inizio del periodo del Terrore bianco.

Il Terrore bianco (白色恐怖T, Báisè KǒngbùP) a Taiwan si riferisce alla repressione dei dissidenti politici a partire dall'incidente del 28 febbraio 1947. Il periodo di legge marziale durò 38 anni e 57 giorni, dal 19 maggio 1949 fino al 15 luglio 1987. Questo periodo è stato il più lungo della storia, superato solo dalla legge marziale in Siria, che è durata mezzo secolo, dal 1963 al 2011.

## Storia

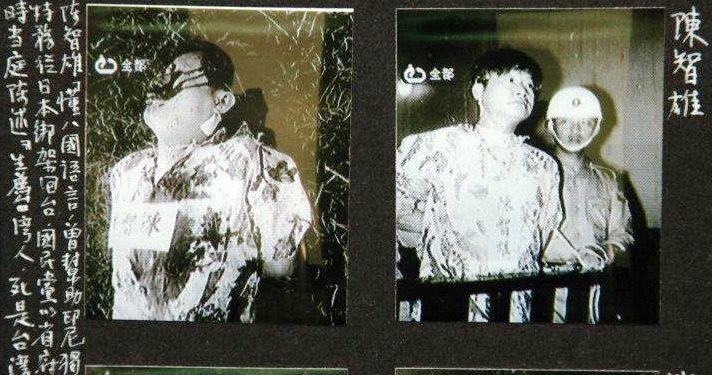
Un dissidente politico taiwanese dopo e prima della sua esecuzione

Il termine «Terrore bianco», nella sua accezione più ampia, si riferisce al lasso di tempo dal 1947 al 1987. Circa 140.000 taiwanesi furono imprigionati durante questo periodo, di cui tra 3.000 e 4.000 (circa 28.000 durante tutta la dittatura) furono giustiziati per la loro reale o percepita opposizione al Kuomintang (KMT), guidato da Chiang Kai-shek. Tuttavia, ci furono persecuzioni tardive tra il 1950 e il 1953. Molte delle vittime furono classificate come «spie bandite» (匪諜) dal Kuomintang, che tentava di collegarle ai comunisti della Repubblica Popolare Cinese.
L'obiettivo del Kuomintang erano principalmente gli intellettuali taiwanesi e le élite che non temevano il partito e resistevano alla dittatura. Anche coloro che simpatizzavano per le idee comuniste furono perseguitati. La Lega Formosana per la Reemancipazione fu un gruppo indipendentista taiwanese, fondato nel 1947, i cui membri furono arrestati nel 1950, accusati di essere presumibilmente sotto il controllo comunista. Anche il gruppo World United Formosans for Independence fu perseguito per accuse simili. Tuttavia, le imputazioni del KMT non erano sempre chiare. Nel 1968, Bo Yang fu infatti imprigionato per la sua traduzione di fumetti di Braccio di Ferro. Un gran numero di vittime erano cittadini cinesi, spesso arrivati a Taiwan grazie al KMT. Molti dei sopravvissuti al Terrore Bianco, come Bo Yang o Li Ao, furono poi promotori della democratizzazione a Taiwan e delle successive riforme nel Kuomintang. Nel 1969, il futuro presidente Lee Teng-hui fu arrestato e interrogato per più di una settimana dal Taiwan Garrison Command, che chiese spiegazioni sulle sue "attività comuniste" e dove gli fu detto che "ucciderti adesso è facile come schiacciare una formica a morte". Tre anni dopo, fu invitato a unirsi al gabinetto di Chiang Ching-kuo.
La paura di parlare apertamente del Terrore Bianco e dell'Incidente del 28 febbraio è diminuita dopo la revoca della legge marziale nel 1987, culminata con l'istituzione di un memoriale pubblico e con scuse ufficiali da parte del presidente Lee Teng-hui nel 1995. Nel 2008, il presidente Ma Ying-jeou ha tenuto un discorso sul Terrore Bianco a Taipei, in cui ha chiesto scusa alle vittime e alle loro famiglie a nome del governo, e ha espresso il desiderio che una simile tragedia non si ripeta mai più a Taiwan.

## Commemorazioni
Dalla revoca della legge marziale nel 1987, il governo ha istituito la 228 Incident Memorial Foundation, e un fondo di responsabilità civile sostenuto da donazioni pubbliche per le vittime e le loro famiglie. Tuttavia, ancora oggi i discendenti delle vittime non sanno che i loro parenti sono stati vittime dell'incidente, mentre i parenti delle vittime in Cina non conoscono i dettagli della questione. I diretti interessati, che hanno ricevuto più di due risarcimenti, chiedono tuttora che i soldati ancora vivi e direttamente responsabili delle morti siano processati.

## Nella cultura di massa

### Cinema
Il film Città dolente, diretto da Hou Hsiao-hsien, è stato il primo film a raccontare l'ascesa al potere del Kuomintang e l'incidente del 28 febbraio, vincendo il Leone d'Oro alla Mostra del Cinema di Venezia nel 1989. Il thriller Formosa Betrayed del 2009 racconta gli eventi dal punto di vista della motivazione dietro al movimento indipendentista taiwanese e i suoi attivisti.

### Letteratura
Il romanzo della taiwanese-americana Julie Wu, "The Third Son", racconta l'evento e i suoi postumi dal punto di vista di un bambino taiwanese. Nel 2013, l'autrice Jennifer J. Chow ha pubblicato "The 228 Legacy", dove dà voce alle emozioni di coloro che hanno vissuto gli eventi ma che hanno represso la loro conoscenza. Il romanzo racconta come l'impatto dell'incidente ha persistito e influenzato più generazioni di un'unica famiglia.
Il romanzo di Shawna Yang Ryan "Green Island" racconta la storia di come l'incidente abbia colpito tre generazioni di una famiglia taiwanese.

### Videogiochi
Nel 2017, un'azienda produttrice di videogiochi taiwanese chiamata Red Candle Games ha lanciato Detention, un gioco horror e survival creato e sviluppato per Steam. Si tratta di un gioco in 2D a scorrimento laterale, ambientato negli anni '60, a Taiwan, sotto la legge marziale. Il gioco include anche elementi religiosi basati sulla cultura e la mitologia taiwanese. Il gioco ha ricevuto recensioni positive da esperti. Rely On Horror ha dato al gioco 9 punti su 10, dicendo che "ogni aspetto di Detention si muove in un unico passo armonioso verso una tragedia inevitabile, soffocando il mondo che ti circonda."